# ネオスチーム
ネオスチーム (Neo Steam) は、韓国のMars Teamが開発し、韓国・日本で運営されていたオンラインゲームである。種別としてはMMORPGに分類される。日本ではグラナド・エスパダで知られるハンビットユビキタスエンターテインメントが運営、企画をしている。
2010年2月10日をもって全サービスを終了することが発表された。

## ストーリー
太古の昔、人類は高度な文明を築き、様々な資源、エネルギーを用いていた。しかし、巨大な地震が人類を襲い、大地は裂け、文明は崩壊した。三つに別れた大陸は、それぞれ独自の国家を形成し再建の道を歩み始める。
そんなある時、過去の遺産が発掘される。失われたエネルギー …それがネオスチーム。

## 世界観
三つの国家が存在し、ログウェル共和国は技術者や戦士が滞在する国家、エリアッド王国は魔法使いの発祥国、タクシャン連合は自然と共存する自然国家という設定であり、プレイヤーはプレイ前にこの国家のどれかを選ぶことになる。